# HDB3
High-Density Bipolar 3 (HDB3), ou Modified AMI Code, est un système de codage de circuit PRI et de circuit E-carrier utilisé en Amérique du Sud, en Afrique, en Europe et en Australie.
L'accès PRI en amérique du nord est basé sur un circuit T1.
Deux méthodes sont utilisées :
- AMI (Alternate Mark Inversion) ;
- B8ZS (Binary 8 with zero substitution).

Exemple de codage en C :
```
int
 
main
(
void
){

	
int
 
code
[
T
]
=
{
1
,
0
,
0
,
1
,
0
,
1
,
0
,
0
,
0
,
0
,
0
,
0
,
1
,
1
,
0
,
0
,
0
,
0
,
1
,
1
,
1
,
0
,
0
};

	
int
 
P
[
T
]
=
{
0
,
0
,
0
,
0
,
0
,
0
,
0
,
0
,
0
,
0
,
0
,
0
,
0
,
0
,
0
,
0
,
0
,
0
,
0
,
0
,
0
,
0
,
0
};

	
int
 
N
[
T
]
=
{
0
,
0
,
0
,
0
,
0
,
0
,
0
,
0
,
0
,
0
,
0
,
0
,
0
,
0
,
0
,
0
,
0
,
0
,
0
,
0
,
0
,
0
,
0
};

	
int
 
volt
=
-1
;

	
int
 
viol
=
-1
;

	
int
 
nbzero
=
0
;

	
int
 
n
=
0
;

	
int
 
incremente
;

	

	
puts
(
"Entrez votre n (HdBn)) >=2"
);

	
do
{

		
scanf
(
"%i"
,
&
n
);

	
}

	
while
(
n
<
2
);

	
for
(
incremente
=
0
;
incremente
<
T
;
incremente
++
){

		
if
(
code
[
incremente
]
==
1
){

			
if
(
volt
==
-1
){

				
P
[
incremente
]
=
1
;

				
volt
=
1
;

			
}

			
else
{

				
N
[
incremente
]
=
1
;

				
volt
=
-1
;

			
}

			
nbzero
=
0
;

		
}

		
else
{

			
nbzero
++
;

			
if
(
nbzero
==
n
+
1
){

				
hdbn
(
incremente
,
code
,
P
,
N
,
&
volt
,
&
viol
,
n
);

				
nbzero
=
0
;

			
}

		
}

	
}

	
for
(
incremente
=
0
;
incremente
<
T
;
incremente
++
){

		
printf
(
"%i "
,
P
[
incremente
]
-1
*
N
[
incremente
]);

	
}

	
printf
(
"
\n
"
);

	
return
 
0
;

}

int
 
reset
(
int
 
P
[
T
],
int
 
N
[
T
]){

	
int
 
volt
;

	
int
 
i
;

	
for
(
i
=
0
;
i
<
T
;
i
++
){

		
P
[
i
]
=
0
;

		
N
[
i
]
=
0
;

	
}

	
volt
=
-1
;

	
return
 
volt
;

}

int
 
hdbn
(
int
 
incremente
,
 
int
 
code
[
T
],
 
int
 
P
[
T
],
 
int
 
N
[
T
],
 
int
*
 
volt
,
 
int
*
 
viol
,
 
int
 
n
){

	
if
(
*
viol
==
1
){

		
if
(
*
volt
==
1
){

			
N
[
incremente
-
n
]
=
1
;

			
N
[
incremente
]
=
1
;

			
*
volt
=
-1
;

			
*
viol
=
-1
;

		
}

		
else
{

			
N
[
incremente
]
=
1
;

			
*
volt
=
-1
;

			
*
viol
=
-1
;

		
}

	
}

	
else
{

		
if
(
*
volt
==
1
){

			
P
[
incremente
]
=
1
;

			
*
viol
=
1
;

			
*
volt
=
1
;

		
}

		
else
{

			
P
[
incremente
-
n
]
=
1
;

			
P
[
incremente
]
=
1
;

			
*
viol
=
1
;

			
*
volt
=
1
;

		
}

	
}

}

```